# 圣菲尔曼 (默尔特-摩泽尔省)
圣菲尔曼（法語：Saint-Firmin，法語發音：[sɛ̃ fiʁmɛ̃] ⓘ）是法国默尔特-摩泽尔省的一个市镇，位于该省南部，属于南锡区。

## 地理
圣菲尔曼（48°25'9"N, 6°7'58"E）面积6.67 平方千米，位于法国大東部大區默尔特-摩泽尔省，该省份为法国东北部内陆省份，是洛林的一部分，北邻比利时、卢森堡，北起顺时针与摩泽尔省、下莱茵省、孚日省和默兹省接壤。
与圣菲尔曼接壤的市镇（或旧市镇、城区）包括：马东河畔马兰维尔、迪亚维尔、乌塞维尔、热翁库尔、普赖、克西罗库尔。

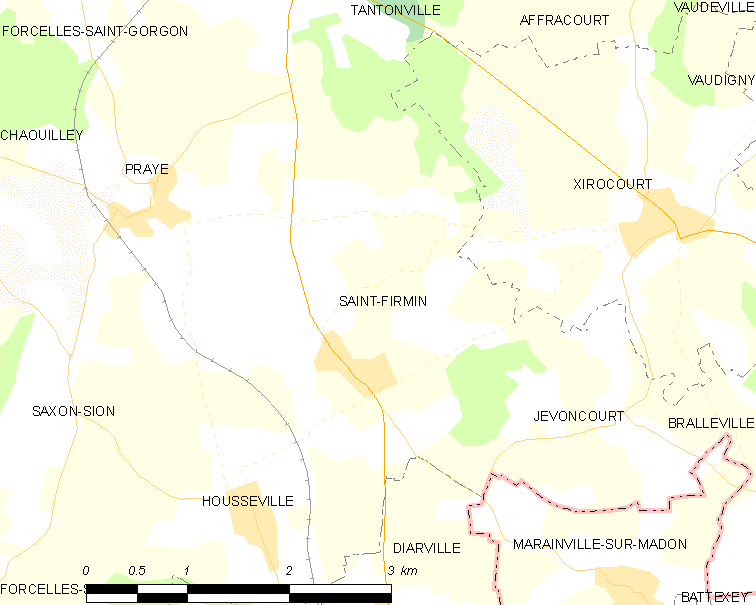
的OSM定位图

圣菲尔曼的时区为UTC+01:00、UTC+02:00（夏令时）。

## 行政
圣菲尔曼的邮政编码为54930，INSEE市镇编码为54473。

## 政治
圣菲尔曼所属的省级选区为梅讷欧桑图瓦县。

## 人口

1962-2008年间人口变化图示

圣菲尔曼于2022年1月1日时的人口数量为290人。